# Drapelul Bangladeshului
Drapelul național al Republicii Populare Bangladesh (bengaleză বাংলাদেশের জাতীয় পতাকা, transliterat Bānlādēśēra jātīẏa patākā) este un steag verde închis cu un disc roșu descentrat. Drapelul fost adoptat oficial în 13 ianuarie 1972.